# Légation apostolique de Ferrare (1816-1850)
Pour les articles homonymes, voir Légation de Ferrare.

Légation de Ferrare

cate de la légation

La légation apostolique de Ferrare est une subdivision administrative des États pontificaux dont l’existence dura de 1816 à 1850.
En 1816, avec la subdivision de l’État de l’Église ordonnée par Pie VII, fut créée comme  délégation apostolique de 1re classe dirigée par un cardinal et avait pourtant le titre de légation.
Dans sa conformation définitive, la légation confinait au nord avec le Royaume lombardo-vénitien, à l’est avec la mer Adriatique, au sud avec la légation de Ravenne, à l’ouest avec la légation de Bologne et la duché de Modène.
Le territoire disposait de trois ports maritimes : Goro, Magnavacca et Volano.
À la suite de la réforme administrative de Pie IX le 22 novembre 1850, elle fut incluse dans la légation des Romagnes.

### Source de traduction
- (it) Cet article est partiellement ou en totalité issu de l’article de Wikipédia en italien intitulé « Legazione apostolica di Ferrara » (voir la liste des auteurs) le 11/07/2012.